# 520 (số)
520 (năm trăm hai mươi) là một số tự nhiên ngay sau 519 và ngay trước 521.